# منحية

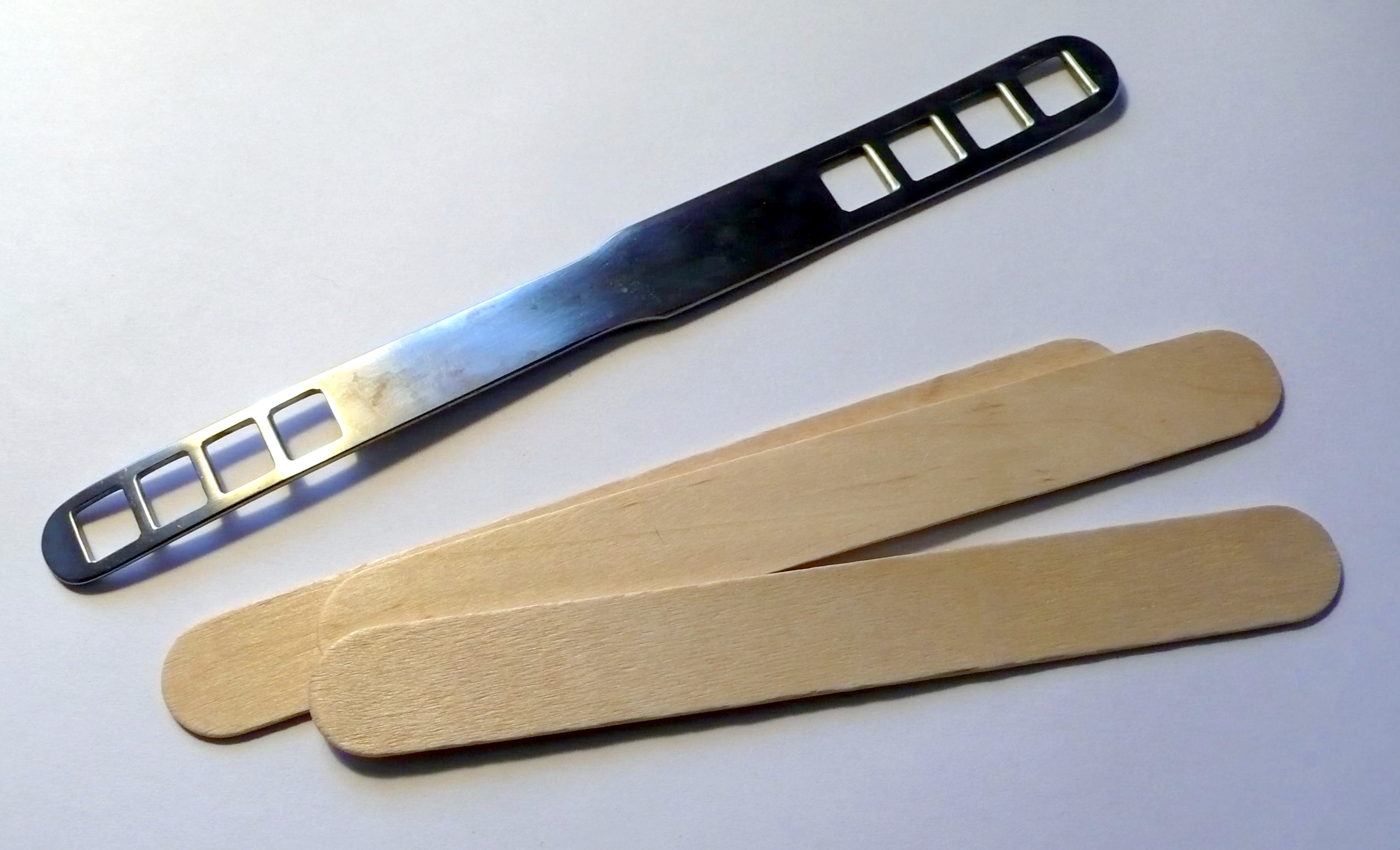
منحية

المـُنحية أداة لتنحبة عضو (كاللسان) للضغط عليه أو لكشف على الحلق. و قد صنعت المنحية بأشكال عدة في السابق.و المنحية الخشبية تقوم بدور هام أكثر حتى من المنحية المعدنية.